# La Chaise (fauteuil)

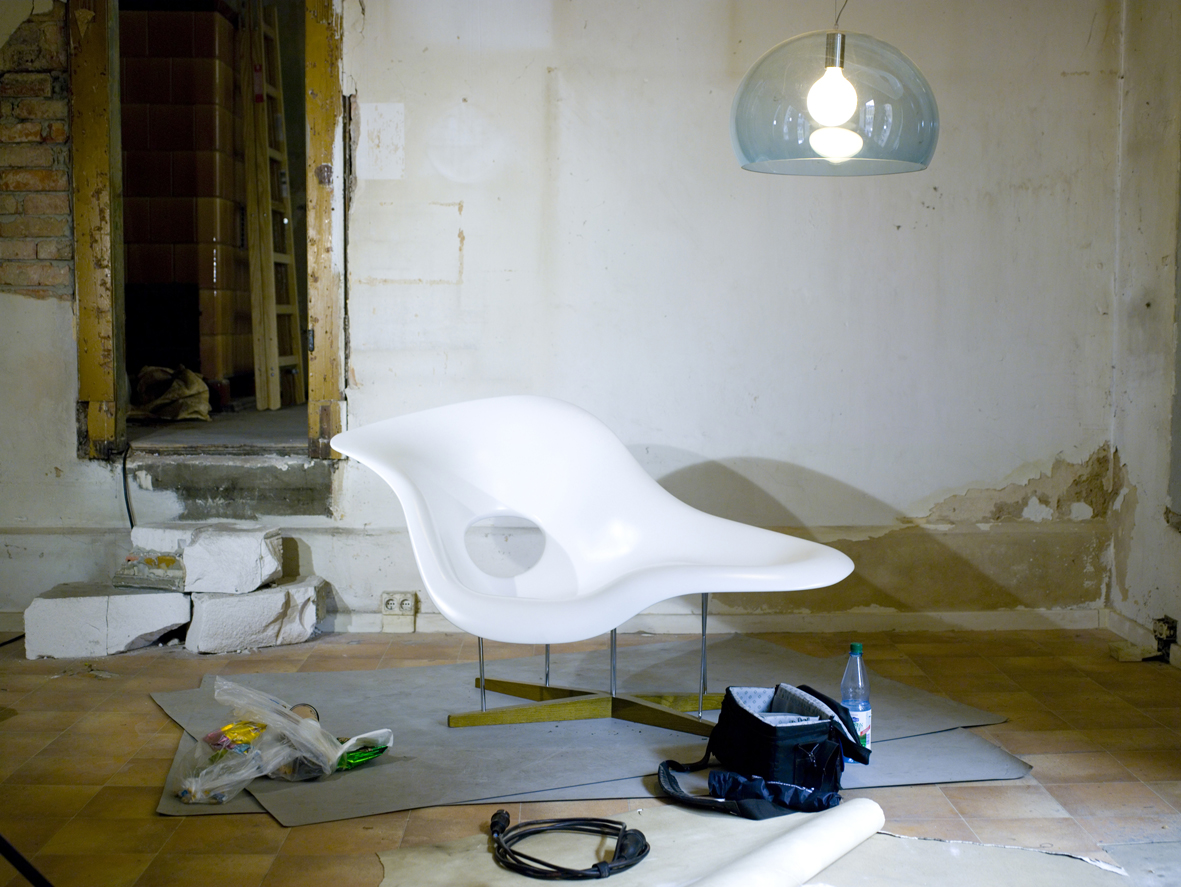
La Chaise.

La Chaise est un objet du design industriel créé en 1948 par le couple américain Charles et Ray Eames. La Chaise rappelle la forme d'une chaise longue.
L'objet est manufacturé depuis 1991 par le fabricant suisse de meubles Vitra, qui produit également d'autres modèles du couple Eames. La Chaise fait partie à New York de la collection permanente du Museum of Modern Art (MoMA) depuis 1949.

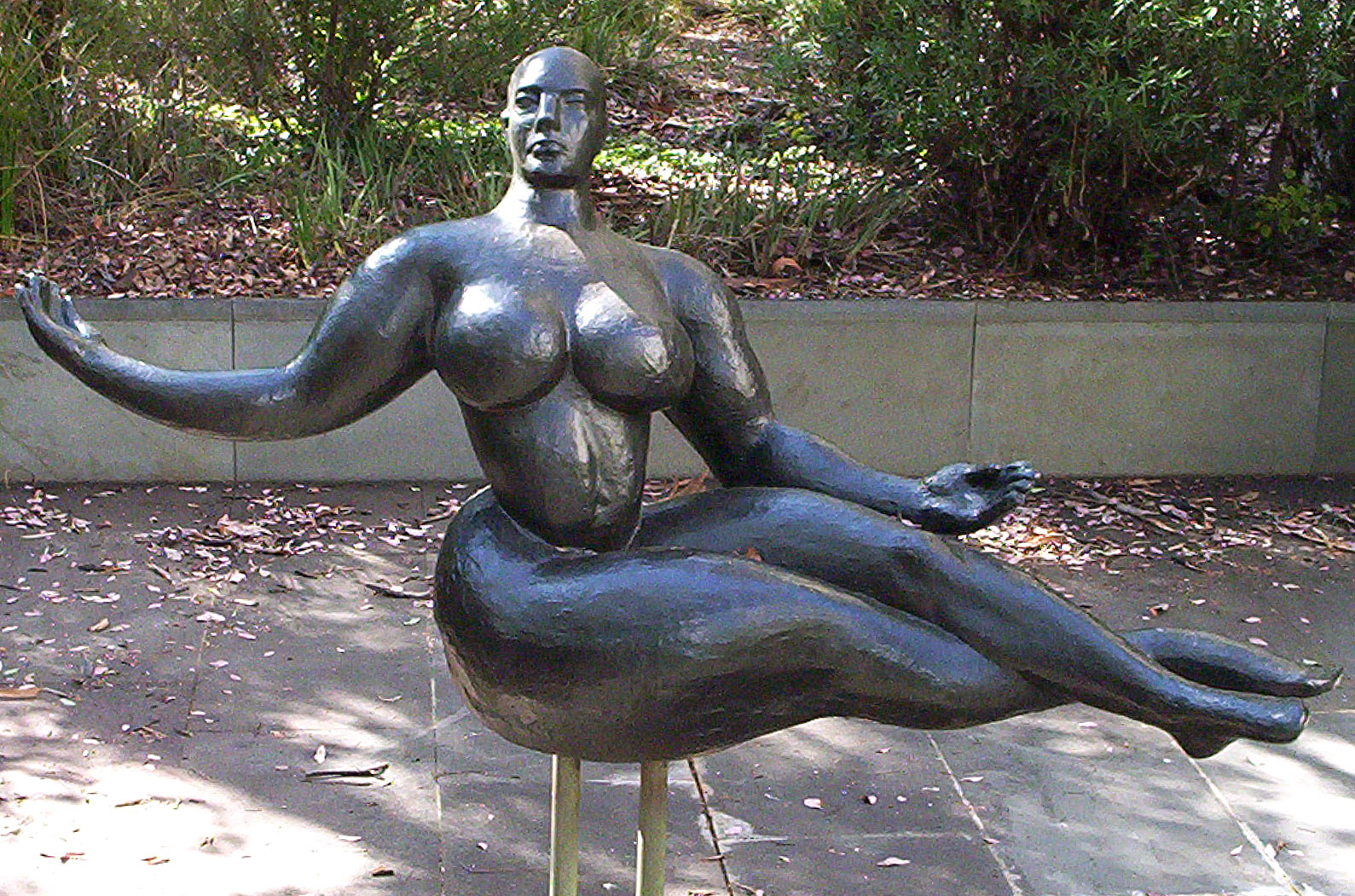
Floating Figure, bronze, à la Galerie nationale d'Australie (Canberra).

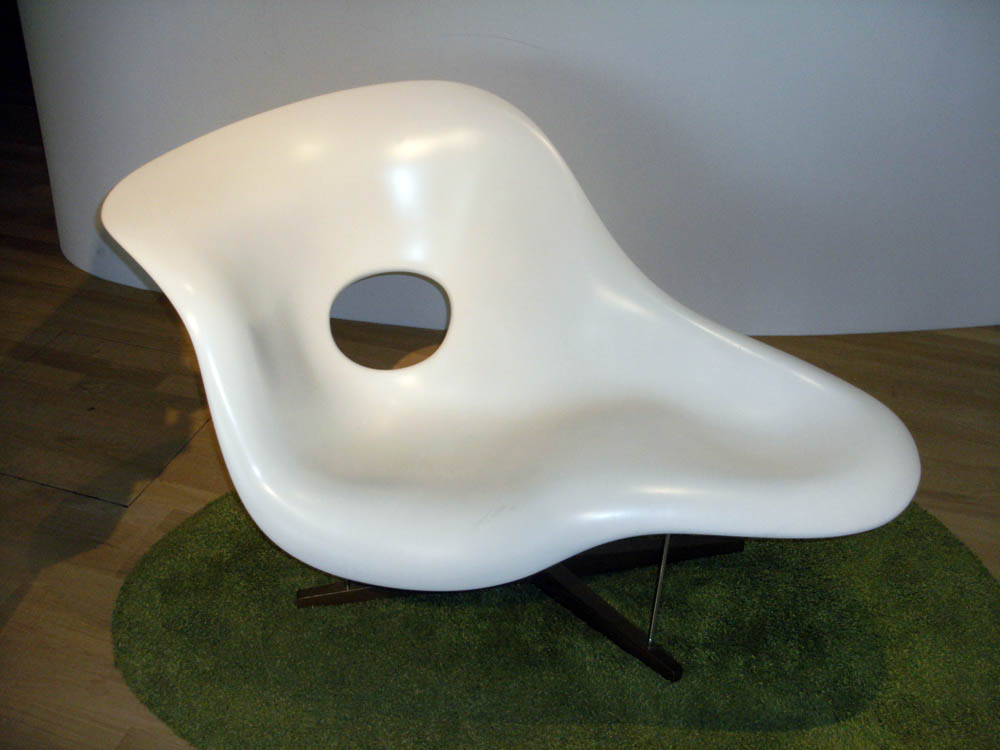
La coque de l'assise est en polyuréthane.

Ces deux designers créent La Chaise en 1948 dans le contexte d'un concours organisé par le MoMA, en s'inspirant de la sculpture Floating Figure du sculpteur Gaston Lachaise. Le concept du concours était de créer un objet respectant le rapport coût-efficacité. À l'époque, le couple Eames a calculé que la production de la coque revenait à quinze dollars, et la structure de support coûterait douze dollars.
L'assise de La Chaise est constituée de deux coques en polyuréthane collées, laquées en blanc, avec un trou quasiment circulaire au milieu. En 1991, elle est manufacturée en caoutchouc. Elle se superpose sur cinq pieds en fil d'acier chromé, reposant sur socle en chêne naturel massif en forme de croix. L'objet a pour hauteur 87 centimètres, largeur 150 centimètres et profondeur 90 centimètres.